# Sinagoghe del ghetto di Mantova
Le sei sinagoghe del ghetto di Mantova, edificate tra il XVI e il XVII secolo, sono oggi scomparse con la demolizione del quartiere ebraico agli inizi del Novecento. Di una soltanto, la Norsa Torrazzo, sono sopravvissuti gli arredi e le decorazioni perché si decise di ricostruirla così com'era in un altro edificio scelto come nuova sede della comunità ebraica di Mantova.

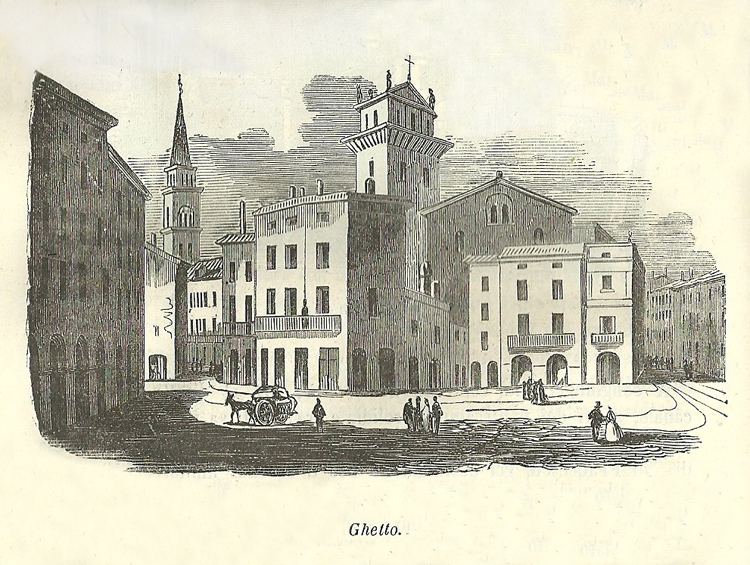
Il Ghetto di Mantova

## Le sinagoghe del ghetto
Delle sei sinagoghe o scuole esistenti all'interno del ghetto negli anni di maggiore espansione della comunità ebraica di Mantova tre erano di rito askenazita e tre di rito italiano.
Le sinagoghe di rito askenazita (Porta, Ostiglia e Beccheria o Grande) si affacciavano in piazza dell'Aglio (oggi piazza Concordia). Furono edificate alla fine del XVI secolo: nel 1588 (la Porta) e le altre due nel 1595. Seguendo la decadenza che interessò la comunità mantovana, le prime due furono chiuse al culto nel 1846, la terza nel 1900, per essere quindi tutte demolite nel 1904 in occasione del grande sventramento che interessò l'area dell'ormai ex ghetto.
Le tre sinagoghe di rito italiano (Grande italiana, Cases e Norsa Torrazzo) si trovavano invece in contrada del Tubo (l'attuale via Bertani). La Scuola Grande che sorse nel 1635 e fu ristrutturata nel 1749, fu demolita nel 1938 e il suo arredo inviato in Israele, nella Jeshivah Ponivez di Bnei Brak. Stesso destino ebbe la Cases: aperta al culto nel 1595 e demolita nel 1929, i suoi arredi sono oggi a Gerusalemme, all'Echal Scelomò, la sede del rabbinato. Anche l'edificio della sinagoga Norsa Torrazzo, risalente al 1513, fu condannato alla demolizione. Tra il 1899 e il 1902 si decise tuttavia di ricostruirla fedelmente in via Govi 11, riproducendone sia pur in scala leggermente minore la struttura e le decorazioni e conservandone gli arredi.